# Réforme universitaire de 1918 en Argentine

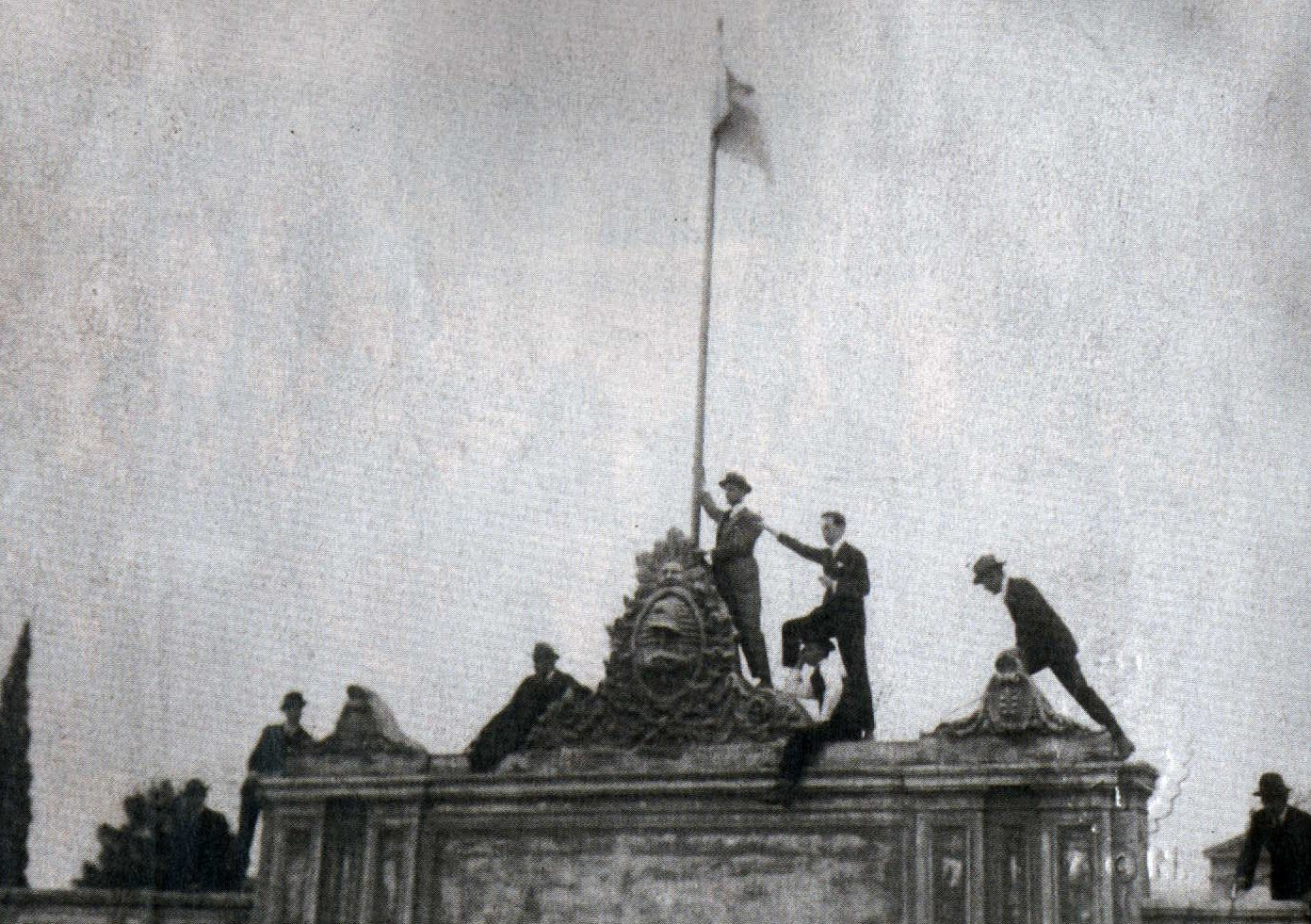
Étudiants hissant le drapeau argentin sur le toit de l’université de Córdoba.

Il est d’usage en Argentine de désigner par Réforme universitaire de 1918, Réforme universitaire de Córdoba, ou Réforme universitaire d’Argentine, ou plus simplement par Réforme universitaire ou Réforme de Córdoba, le mouvement étudiant qui, lancé d’abord dans l’université nationale de Córdoba en Argentine en juin 1918, sous la direction de Deodoro Roca et d’autres meneurs étudiants, se propagea ensuite rapidement aux autres universités du pays, voire de toute l’Amérique latine.
Parmi les revendications des étudiants contestataires figuraient notamment l’autonomie universitaire, la démocratisation de l’université, la réforme de la titularisation des professeurs (périodicité limitée, nominations sur concours), la possibilité de recours, et la modernisation des contenus enseignés (liberté d'enseignement, affranchissement du cléricalisme). Le conflit universitaire avait son pendant dans la société civile, où une classe moyenne nouvelle, issue de la récente immigration européenne, tentait de s’élever en opposition à l’ancienne élite héritée de l’époque coloniale, et pour qui l’obtention d’un titre universitaire constituait un moyen d’ascension sociale.
Le gouvernement d’Hipólito Yrigoyen, le premier gouvernement argentin à avoir été élu au suffrage universel, accéda aux demandes des étudiants, sauf en ce qui concerne la participation étudiante à l’élection des autorités universitaires ; la subséquente désignation d’un recteur conservateur provoqua la révolte des étudiants, qui occupèrent les locaux des trois universités que comptait alors l’Argentine, et obtinrent satisfaction.
Le régime issu du coup d’État militaire de juin 1943, dans sa première phase conservatrice, voulut annuler les acquis de la réforme et mit les universités sous tutelle directe de l’État central (procédure de l’intervention fédérale) et limogea le personnel enseignant nommé selon le nouveau règlement. En janvier 1945, Juan Perón, figure prédominante du gouvernement à partir d’octobre 1943, révoqua les interventeurs et rétablit les professeurs limogés dans leurs fonctions.

## Situation de l’université et griefs des étudiants
En 1918, le premier gouvernement démocratique élu au suffrage universel, dirigé par le président Hipólito Yrigoyen de l’Union civique radicale (UCR), gouvernait l’Argentine depuis deux ans. La ville de Córdoba possédait une université ancienne, fondée aux temps de la colonisation espagnole, en 1613, par les jésuites, et dans laquelle perduraient encore des rapports élitistes et où prédominait un esprit clérical. Les étudiants universitaires, tant de Buenos Aires, de La Plata que de Córdoba, pour beaucoup issus de familles appartenant à la classe moyenne récente née de la grande vague d’immigration européenne, s’étaient organisés depuis le début du XXe siècle en centres d’étudiants, un par faculté, et se mirent à réclamer des réformes propres à moderniser et démocratiser l’université. Les centres d’étudiants s’étaient ensuite regroupés en fédérations (une par université : Tucumán, Córdoba, La Plata et Buenos Aires), puis fondèrent en avril 1918 la Fédération universitaire d'Argentine (FUA), en tant qu’organisation représentative des étudiants argentins,.
L’accès aux universités publiques était l’objet d’une âpre opposition entre les classes moyennes et les membres de l’élite traditionnelle. L’obtention d’un titre universitaire signifiait, pour les couches moyennes, la possibilité d’ascension sociale, attendu qu’un tel titre conditionnait l’exercice d’une profession libérale.
Le mouvement étudiant réformiste surgit à Córdoba en juin 1918, et s’étendit rapidement vers d’autres universités argentines et latinoaméricaines. Il commença par réclamer une plus grande participation des étudiants à la vie universitaire, souhaitant placer l’étudiant au centre de l’acte d’enseignement et l’impliquer dans le fonctionnement et la gouvernance de l’université. Ses revendications portaient également sur l’autonomie universitaire, sur le droit de l’université de se donner sa propre administration et de déterminer son fonctionnement. D’autre part, le mouvement souhaitait ouvrir l’enseignement à des courants de pensée différents, en admettant dans l’enceinte universitaire tous les penseurs ayant autorité morale ou intellectuelle pour enseigner dans ses salles de cours ; les étudiants plaidaient en conséquence pour la liberté d'enseignement, la libre fréquentation des cours, la périodicité des titularisations, l’attribution des postes d’enseignant sur concours, la publicité des actes universitaires, la gratuité des cours, l’introduction de seminaires et de modes d’enseignement où l’étudiant aurait la possibilité d’intervenir positivement, et la mise en place d’activités éducatives au-delà de la seule structure universitaire — en d’autres termes : la démocratisation de l’enseignement universitaire.
Les revendications réformistes visaient à rénover les structures et les objectifs des universités, à mettre en œuvre de nouvelles méthodes d’étude et d’enseignement, et à favoriser, face au dogmatisme, le raisonnement scientifique, la libre expression de la pensée, et l’engagement dans la réalité sociale.
Le gouvernement radical appuya les étudiants dans leurs revendications, et entreprit d’appliquer ces réformes dans les autres universités nationales d’Argentine.

## La révolte étudiante du 15 juin 1918

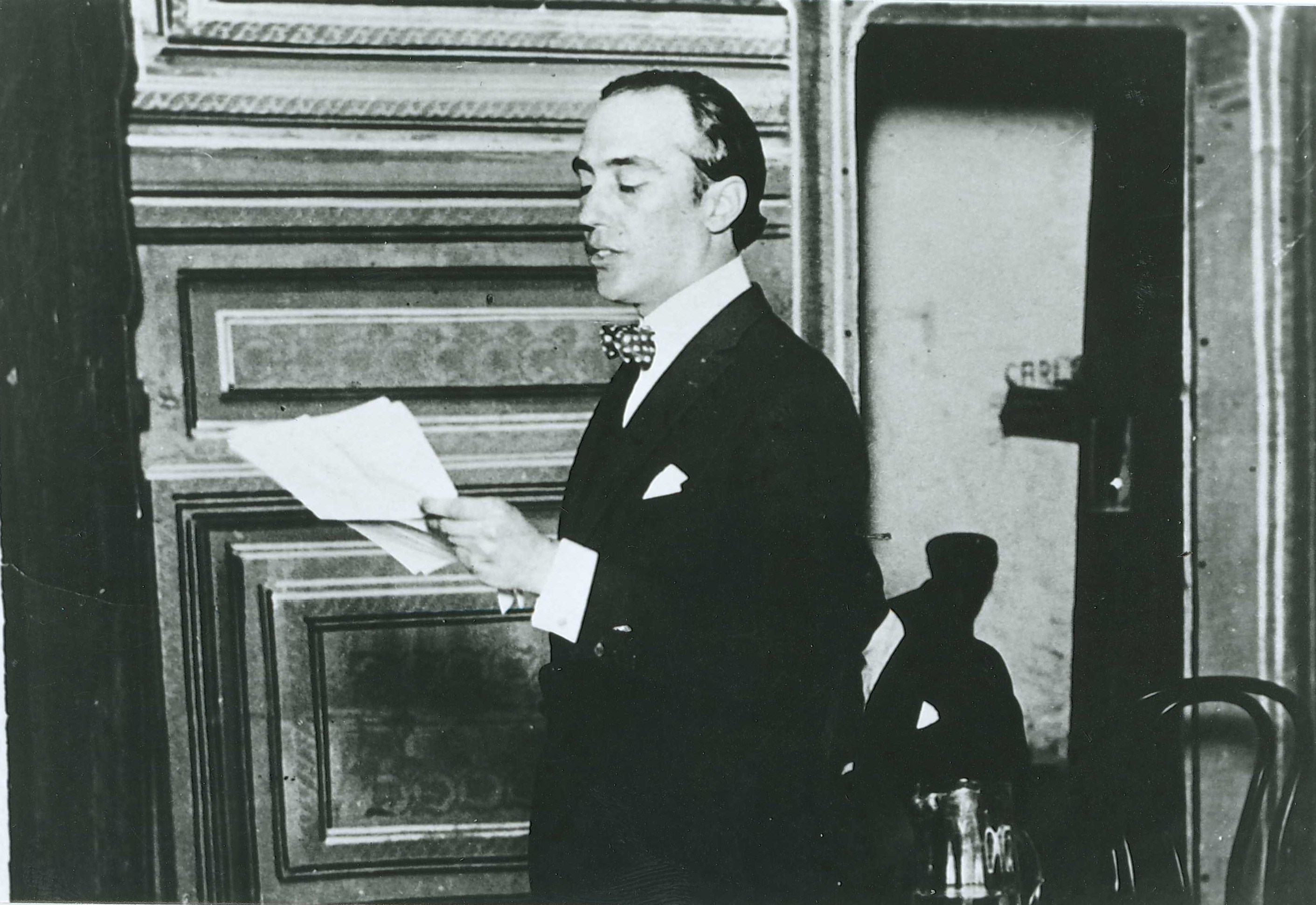
Deodoro Roca.

Les étudiants obtinrent ainsi satisfaction, et le président Hipólito Yrigoyen nomma interventeur à l’université de Córdoba le procureur général de la Nation, José Nicolás Matienzo. Après avoir constaté diverses irrégularités, Matienzo se proposa de démocratiser les statuts universitaires. Il déclara vacants les postes de recteur de l’université et de doyen des facultés, et, pour mettre un terme aux nominations à vie de professeurs, mit sur pied un nouveau système d’élection des autorités universitaires auquel serait associé l’ensemble du corps enseignant. Pour importantes que fussent les avancées promises par cette nouvelle réglementation, les étudiants pour leur part demeuraient toujours exclus du processus de désignation des autorités universitaires.
Le mécontentement étudiant éclata le 15 juin, alors qu’avaient déjà été élus les doyens, et que devait se tenir l’assemblée universitaire appelée à désigner le recteur et réunissant la totalité des enseignants. Le candidat soutenu par les étudiants était Enrique Martínez Paz, tandis que celui des fractions traditionnelles de l’université de Córdoba était Antonio Nores, membre de l’association ultra-conservatrice connue sous le nom de Corda Frates. Il y eut deux tours de scrutin et aucun des candidats n’obtint la majorité absolue ; un troisième tour, qui donna comme vainqueur Nores, déclencha la révolte des étudiants, qui envahirent la salle de réunion, ce qui obligea de lever la séance, et clamèrent que le vote avait été manipulé par les jésuites, qui détenaient le pouvoir de fait dans l’université.
Les étudiants décidèrent ensuite d’occuper l’université et, avec l’appui des partis politiques populaires et du mouvement syndical, rejetèrent l’élection de Nores, qui de son côté s’obstinait, soutenu par les groupes conservateurs et de l’Église catholique, à se maintenir au rectorat. Le 17 juin, le mouvement estudiantin de Córdoba fit connaître ses revendications par la voie du célèbre « Manifeste liminaire » rédigé par Deodoro Roca et publié le 21 juin dans La Gaceta Universitaria ; le texte, commençant par l’en-tête « La jeunesse argentine de Córdoba aux hommes libres d’Amérique du Sud », énonçait notamment ce qui suit :

« Si la rébellion a éclaté à Córdoba et si elle est violente, c’est parce qu’ici les tyrans sont pétris d’orgueil et qu’il était nécessaire d’effacer à tout jamais le souvenir des contre-révolutionnaires de Mai. Les universités ont été jusqu’ici le refuge séculaire des médiocres, la rente des ignorants, l’hébergement assuré des impotents et — ce qui est pire encore — le lieu où toutes les façons de tyranniser et d’insensibiliser trouvèrent une chaire pour les enseigner. Les universités sont venues à être ainsi le fidèle reflet de ces sociétés décadentes qui s’appliquent à offrir le triste spectacle d’une immobilité sénile. Aussi la science, devant ces maisons muettes et fermées, passe-t-elle son chemin en silence ou n’y entre-t-elle que mutilée et grotesque au service bureaucratique. Quand, par un rapt fugace, [l’université] ouvre ses portes aux esprits élevés, c’est pour aussitôt s’en repentir et leur rendre la vie impossible dans son enceinte.
Notre régime universitaire — même le plus récent — est anachronique. Il est fondé sur une espèce de droit divin : le droit divin du professorat universitaire. Il se crée lui-même ; en lui il naît et en lui il meurt. Il garde un éloignement olympien. La Fédération universitaire de Córdoba se soulève pour lutter contre ce régime et entend y mettre un terme. Elle réclame un gouvernement strictement démocratique et soutient que le démos universitaire, la souveraineté, le droit de se donner son propre gouvernement résident principalement chez les étudiants. […]
S’il n’existe pas de lien spirituel entre celui qui enseigne et celui qui apprend, tout enseignement est hostile et par suite stérile. Toute l’éducation est une longue œuvre d’amour envers ceux qui apprennent. Fonder la garantie d’une paix féconde dans l’article comminatoire d’un règlement ou d’un statut, c’est, quoi qu’on fasse, préconiser un régime de caserne, non un travail de science. […]
C’est pourquoi nous voulons arracher par la racine à l’organisme universitaire le concept archaïque et barbare d’autorité, qui dans ces maisons d’étude est un boulevard d’absurde tyrannie et ne sert qu’à protéger criminellement la fausse dignité et la fausse compétence. […]
La jeunesse universitaire de Córdoba affirme que ce n’est pas ici pour elle affaire de nom ou d’emplois. Elle s’est levée contre un régime administratif, contre une méthode d’enseignement, contre un concept d’autorité. Les fonctions publiques s’exercent au bénéfice de certaines camarillas déterminées. Si n’ont jamais été réformés ni programmes ni règlements, c’est par crainte que quelqu’un par ces changement pût perdre son emploi. […] Les méthodes d’enseignement sont viciés par un étroit dogmatisme, qui contribue à maintenir l’université à l’écart de la science et des disciplines modernes. Les cours, enfermés dans la répétition interminable de vieux textes, favorisent l’esprit de routine et de soumission. Les corps universitaires, gardiens jaloux des dogmes, s’efforcent de maintenir la jeunesse en claustration, croyant que la conspiration du silence pourrait s’exercer à l’encontre de la science. C’est ainsi que l’obscure université de l’intérieur des terres ferma ses portes à Ferri, à Ferrero, à Palacios et à d’autres, de peur que ne fût perturbée sa placide ignorance. Nous avons alors fait une sainte révolution et le régime est tombé sous nos coups. […]
La jeunesse désormais ne demande plus ; elle exige que lui soit reconnu le droit d’exprimer ses propres pensées au  sein des corps universitaires par le biais de ses représentants. Elle est lasse de supporter les tyrans. Si elle a été capable de réaliser una révolution dans les consciences, on ne peut lui dénier la capacité d’intervenir dans le gouvernement de sa propre maison. »

Nores finit par démissionner et Yrigoyen engagea derechef une procédure d’intervention contre l’université de Córdoba. Le nouvel interventeur fut José S. Salinas, ministre de la Justice et de l’Instruction publique du cabinet (fédéral) d’Yrigoyen, nomination qui atteste de la portée nationale que le conflit avait acquise. Un décret de réformes fut signé le 12 octobre 1918, qui satisfaisait dans une large mesure les exigences des étudiants. Nombre de dirigeants étudiants, comme Deodoro Roca, feront ensuite leur entrée à l’université.

## Propagation du mouvement

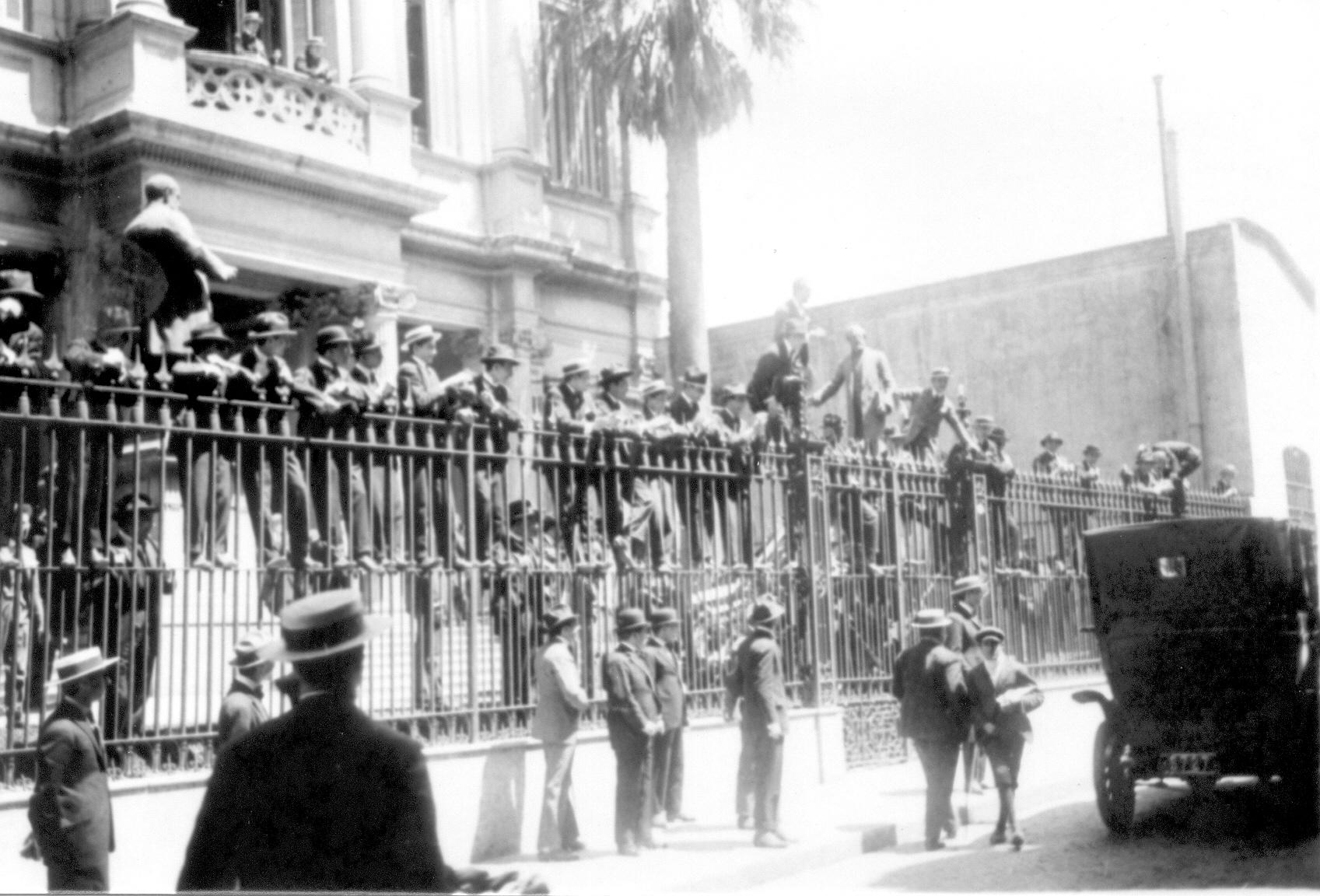
Occupation de la faculté de droit de l’UBA en 1919.

La Réforme s’étendit promptement aux universités de Buenos Aires, de La Plata et de Tucumán, qui étaient, avec celle de Córdoba, les seules universités argentines à cette époque-là (ce n’est que l’année suivante qui sera fondée l’université du Litoral), et ensuite à travers toute l’Amérique latine. Au Pérou p.ex., Víctor Raúl Haya de la Torre, étudiant à l’université nationale principale de San Marcos à Lima de 1919 à 1923, et futur homme politique, fera siennes les aspirations de la Réforme de Córdoba.
En résumé, les principales revendications de la Réforme universitaire de Córdoba peuvent s’énumérer comme suit :
1. Participation étudiante à la direction de l’université ;
2. Autonomie politique, éducative et administrative de l’université ;
3. Élection de tous les mandataires de l’université par voie d’assemblées où sont représentés professeurs, étudiants et anciens diplômés ;
4. Sélection du corps enseignant sur concours publics propres à assurer une large liberté d’accès aux postes d’enseignant ;
5. Mandats d’enseignement à durée limitée (généralement fixée à cinq années) pour l’exercice du professorat, reconductibles seulement moyennant appréciation de l’efficacité et de la compétence de l’enseignant ;
6. Obligation pour l’université d’assumer des responsabilités politiques devant la Nation ainsi que la défense de la démocratie ;
7. Liberté d’enseignement ;
8. Instauration de chaires libres et possibilité de dispenser un cours parallèle à celui du professeur titulaire, le libre choix entre les deux étant laissé aux étudiants ;
9. Droit d’assister librement aux cours[9],[10],[11].

## Destin ultérieur des acquis de la Réforme
Le gouvernement issu du coup d’État militaire de juin 1943 voulut confier l’Instruction publique au secteur nationaliste catholico-hispaniste de droite. En juillet 1943, il nomma interventeur fédéral Jordán Bruno Genta, qui était connu pour ses idées d’ultra-droite et hostiles à la Réforme universitaire et appartenait à une faction d’idéologie ultra-catholique, hispaniste, élitiste, antidémocratique et antiféministe. La Fédération universitaire du Litoral (FUL) protesta énergiquement contre la désignation de Genta, à quoi le gouvernement militaire répliqua en mettant son secrétaire général en détention et en expulsant les étudiants et les professeurs qui manifestaient leur opposition. Genta soutint, à peine fut-il investi dans sa fonction, que le pays avait besoin de créer « une aristocratie de l’intelligence, nourrie sur le tronc romain et hispanique ». Ces déclarations déclenchèrent le premier affrontement au sein même des forces ayant soutenu la Révolution de 1943, après que le groupe nationaliste  radical FORJA, qui appuyait la Révolution de 1943, eut durement critiqué le discours de Genta, considérant que celui-ci comportait « la suprême adulation du banditisme universitaire qui a trafiqué avec tous les biens de la nation ». Réagissant à ces propos, le gouvernement militaire décida d’emprisonner le penseur radical et futur péroniste Arturo Jauretche.
Quoique Genta fût finalement contraint de démissionner, la confrontation entre gouvernement et mouvement étudiant se généralisa et vint à se polariser à l’extrême, tandis que dans le même temps le secteur nationaliste catholico-hispaniste continuait sa progression en accaparant les positions importantes dans le gouvernement militaire. En octobre 1943, Ramírez avait mis sous tutelle directe la totalité des universités et amplifié plus avant encore la participation politique du nationalisme catholique de droite, par la nomination des ministres Perlinger et Martínez Zuviría, tout en proclamant hors la loi la Fédération universitaire argentine (FUA).
Le 4 janvier 1945, après que Juan Perón fut devenu l’homme fort du régime, l’on ordonna la suspension des interventeurs dans les universités, pour en revenir au système d’autonomie universitaire mis en place par la Réforme universitaire de 1918, tandis que les professeurs limogés se virent restituer leurs chaires. Horacio Rivarola et Josué Gollán furent élus par la communauté universitaire respectivement recteur de l’UBA et de l’UNL, et procédèrent à leur tour à la suspension des enseignants qui s’étaient auparavant ralliés au gouvernement.